# 张陶乡
张陶乡，是中华人民共和国河南省信阳市息县下辖的一个乡镇级行政单位。

## 行政区划
张陶乡下辖以下地区：
张陶村、曹林村、陈圈行村、大陈庄村、大邹庄村、胡庄村、江庄村、刘楼村、裴寨村、孙寨村、王堰村、温围孜村、文庄村、徐长庄村、薛庄村、赵楼村、钟庄村和佘老庄村。